# アレクサンダル・カラジョルジェヴィチ (1924-2016)
アレクサンダル・カラジョルジェヴィチ（セルビア語: Александар Карађорђевић, 1924年8月13日 - 2016年5月12日）は、旧ユーゴスラビア王国の王族。同国最後の王ペータル2世の又従弟。現在のカラジョルジェヴィチ家家長であるアレクサンダル元王太子と区別するため、名前の後ろにパヴロヴ（Павлов）と付ける場合がある。

## 生涯

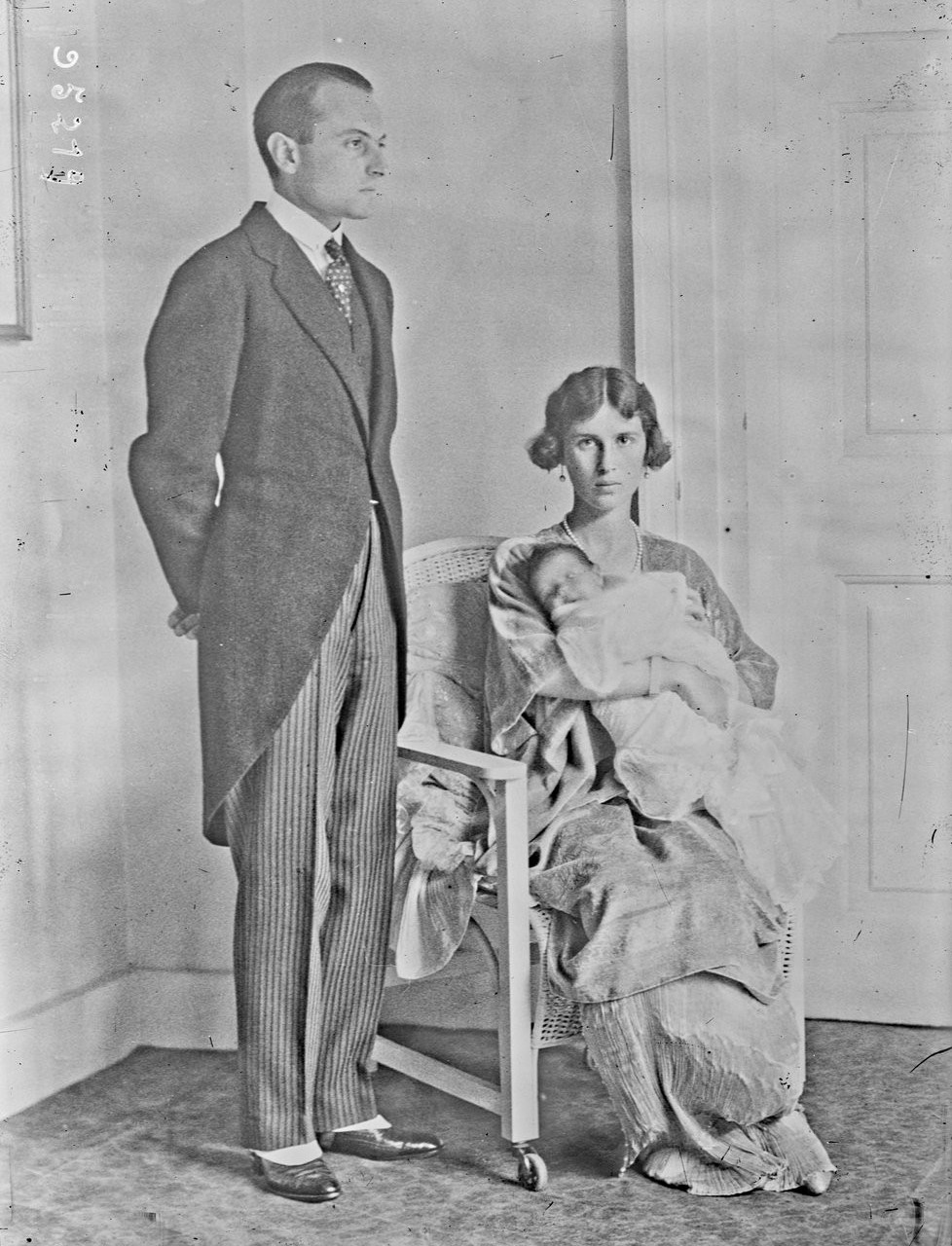
両親とアレクサンダル（1924年）

ユーゴスラビア王国のパヴレ王子とその妻であったギリシャ王女オルガの間に第1子、長男としてロンドンで生まれた。妹にイェリサヴェータ王女がいる。父は1934年にユーゴスラビアの摂政宮を務めることになったが、1941年に国王ペータル2世らのクーデタによって失脚した。アレクサンダルと家族は第2次世界大戦中、イギリス領ケニアに幽閉されていた。アレクサンダルは母親の血統を通じてイギリス王室との親戚関係が深く、ケント公エドワードおよびその弟妹と従兄弟同士であるほか、チャールズ3世およびその弟妹とも又従兄弟同士である。
アレクサンダルは1990年に創設されたセルビア統一会議の4人の創設者のうちの1人で、また正教徒君主制支持者リサーチ・センターの後援者でもあった。2008年2月17日にはコソボのセルビアからの独立宣言を非難する声明を出した。
2016年5月12日、パリで没した。遺骸は、父パヴレ、母オルガ、次男ニコラ王子らが眠るセルビア中部トポラ近郊オプレナツの丘の聖ジョルジェ教会にあるカラジョルジェヴィチ家の大霊廟に埋葬された。

## 結婚と子女

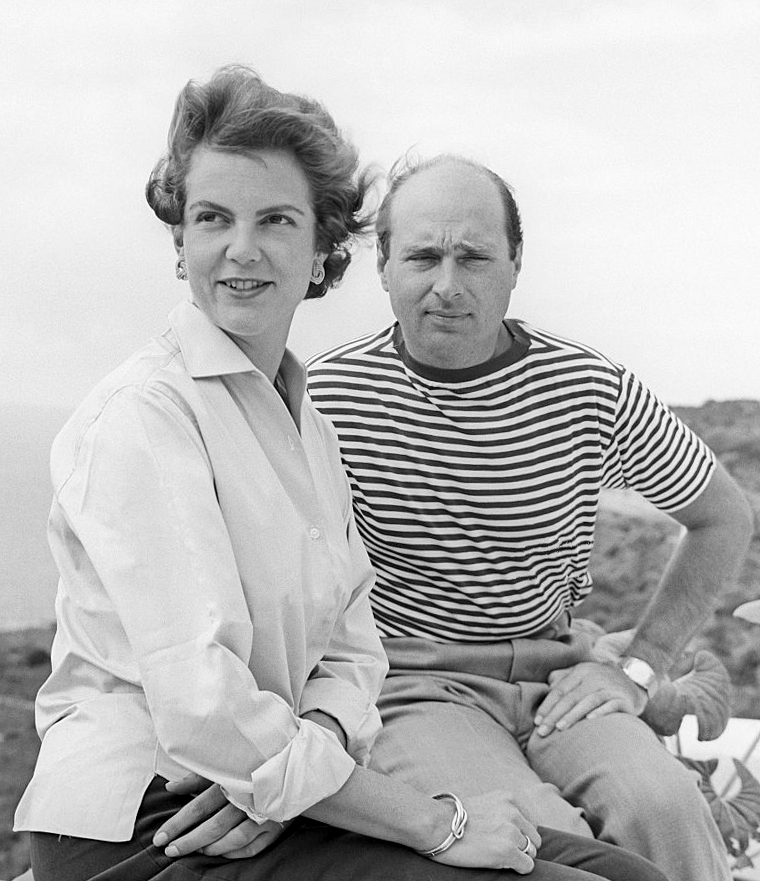
アレクサンダルと最初の妻マリーア・ピア、1958年

1955年2月12日、アレクサンダルは最後のイタリア国王ウンベルト2世の長女マリーア・ピアと結婚した。夫妻は4人の子女をもうけた。上の息子2人は双子、そして下の2人も男女の双子である。
- ディミトリ（英語版）（1958年6月18日 - ）
- ミハイロ（英語版）（1958年6月18日 - ）
- セルゲイ（1963年3月12日 - ）
- イェレナ（1963年3月12日 - ）

アレクサンダルは1967年にマリーア・ピア王女と離婚し、1973年にリヒテンシュタイン侯女バルバラ（1942年 - ）と再婚した。アレクサンダルとバルバラは息子を1人もうけた。

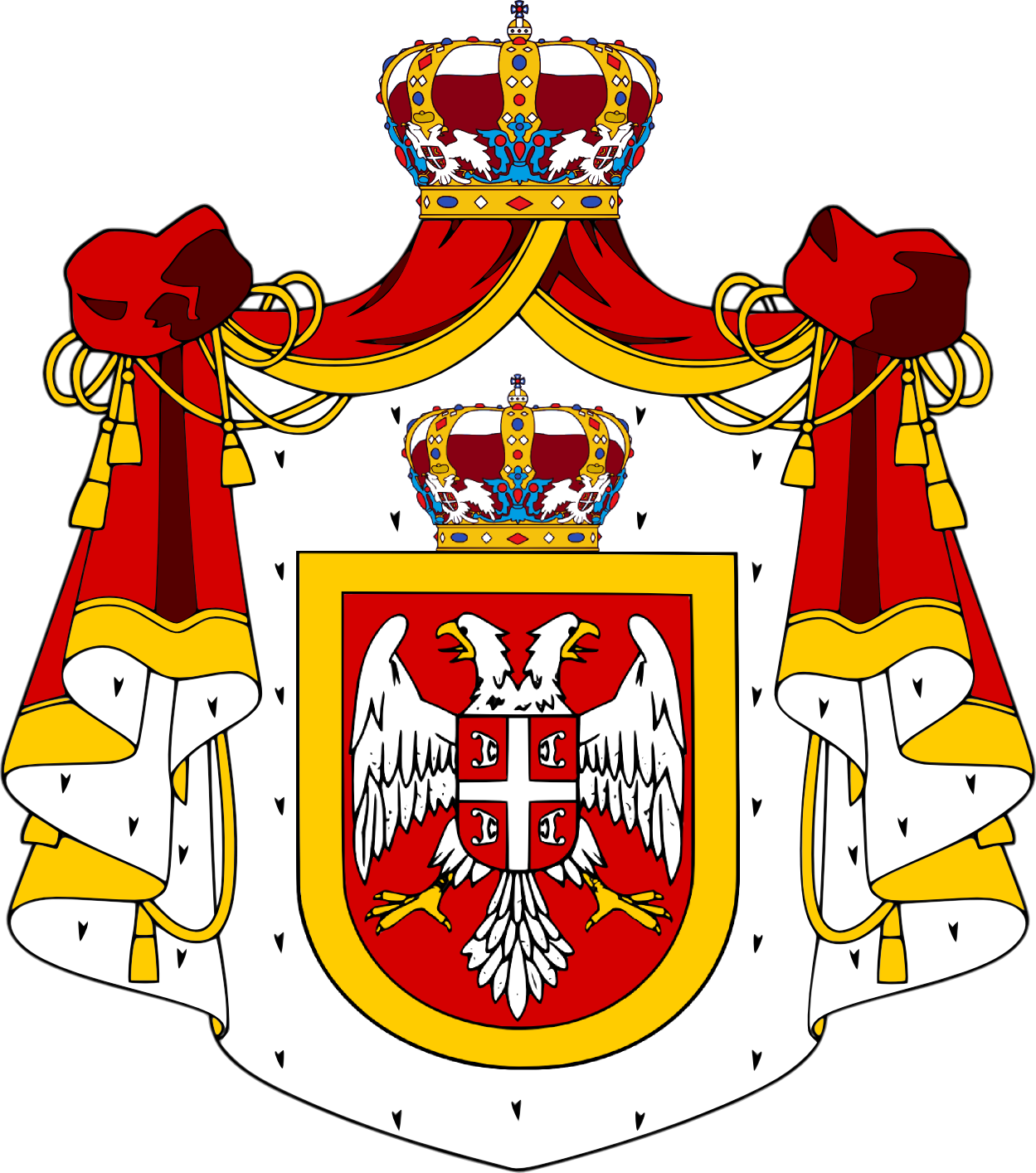
アレクサンダルの紋章

- ドゥシャン（1977年 - ）